# Osservabilità
Nella teoria del controllo, la proprietà di osservabilità di un sistema dinamico determina la possibilità di risalire allo stato del sistema a partire dalla conoscenza delle sue uscite. Osservabilità e controllabilità sono generalmente due caratteristiche legate fra loro; in particolare, nei sistemi dinamici lineari stazionari sono matematicamente duali.

## Sistemi dinamici lineari
Un sistema si dice osservabile se, per qualunque combinazione possibile di stati e ingressi, lo stato corrente può essere determinato in tempo finito attraverso le uscite del sistema. In altri termini, se un sistema è completamente osservabile significa che lo spazio delle fasi è sufficientemente grande da contenere tutti gli stati possibili.
Per i sistemi dinamici lineari tempo invarianti:
{\displaystyle {\dot {\mathbf {x} }}(t)=A\mathbf {x} (t)+B\mathbf {u} (t)}
{\displaystyle \mathbf {y} (t)=C\mathbf {x} (t)}
se lo stato {\textstyle \mathbf {x} } ha dimensione {\displaystyle n} ed il rango della matrice di osservabilità:
{\displaystyle {\begin{bmatrix}C\\CA\\CA^{2}\\\vdots \\CA^{n-1}\end{bmatrix}}}
è pieno, ovvero uguale a {\displaystyle n}, il sistema è osservabile. Si nota che, in altri termini, se {\displaystyle n} righe sono linearmente indipendenti allora ognuno degli {\displaystyle n} stati è osservabile attraverso combinazioni lineari delle variabili di uscita {\displaystyle y(k)}. Un modulo progettato per misurare lo stato di un sistema dalla misurazione delle uscite viene chiamato un osservatore di stato o semplicemente "osservatore" per quel sistema.
Si definisce inoltre l'indice di osservabilità di un sistema LTI come il più piccolo numero naturale {\displaystyle v} per cui vale {\displaystyle rank{(O_{v})}=rank{(O_{v+1})}}, dove:
{\displaystyle O_{v}=[C\quad CA\quad CA^{2}\quad \dots \quad CA^{v-1}]^{T}}
Per i sistemi LTI osservabilità e controllabilità sono proprietà duali; nello specifico si definisce il sistema duale:
{\displaystyle {\dot {\mathbf {x} }}(t)=A^{T}\mathbf {x} (t)+C^{T}\mathbf {u} (t)}
{\displaystyle \mathbf {y} (t)=B^{T}\mathbf {x} (t)}
e si verifica che il sistema originale è completamente osservabile se e solo se il sistema duale è completamente controllabile, ed è completamente controllabile se e solo se il sistema duale è completamente osservabile.